# Hit 'Em Up
«Hit 'Em Up» es un sencillo lanzado por 2Pac junto con el grupo Outlawz como cara-B del sencillo "How Do U Want It" de 1996. La canción contiene severos insultos al antiguo amigo de 2Pac, The Notorious B.I.G. (Biggie). 
"Hit 'Em Up" samplea el sencillo "Don't Look Any Further", de 1984, del antiguo líder de The Temptations Dennis Edwards, que previamente también utilizó Eric B. & Rakim en "Paid in Full".
2Pac atacó verbalmente a Notorious B.I.G. debido al incidente de 1994 en un estudio de grabación de Nueva York donde 2Pac recibió cinco disparos. Tras ello, culpó a Sean Combs y The Notorious B.I.G. de lo sucedido, ya que estaban en ese momento en el estudio, y afirmó que tenían previo conocimiento de los disparos. En "Hit 'Em Up", 2Pac acusa a Biggie de ser el responsable del tiroteo y le insulta fuertemente, además de afirmar que tuvo sexo con su esposa, la cantante Faith Evans. Muchos creen que esta canción fue la culpable del asesinato de Tupac en Las Vegas, aunque hay varios indicios de que el culpable pudiera ser el propio Suge Knight. Algunas personas creen que su muerte fue un acto de venganza por sus insultos hacia Biggie. La  XXL nombró la canción como el mejor diss de la historia.

## Antecedentes
El 30 de noviembre de 1994, Tupac Shakur se distrajo repetidamente con su mensáfono mientras estaba en Nueva York para la grabación de una pista para un mixtape de Ron G. Las llamadas procedían del gerente musical Jimmy Henchman, quien supuestamente le ofreció 7000 USD por pasarse esa noche por Quad Studios, en Times Square, para grabar un verso para su cliente Little Shawn. Aunque no se sentía seguro, accedió porque necesitaba el efectivo debido a que algunos de sus eventos programados habían sido cancelados a causa de una denuncia por violación. Al llegar, tres hombres lo asaltaron en el vestíbulo y lo golpearon a punta de pistola; se resistió y recibió un disparo, además de que le robaron joyas por valor de 45 000 USD.
En una entrevista para Vibe, culpó a su amigo Biggie, a Puff Daddy y a los empresarios Henchman y Haitian Jack de estar detrás de lo sucedido. Las acusaciones, significativas por ese entonces para la rivalidad entre la Costa Oeste y la Costa Este, se debieron a que estaban en Quad Studios en ese momento. En febrero de 1995 Puff Daddy y Biggie lanzaron «Who Shot Ya?», que si bien no hace referencia directa hacia él, lo tomó como una burla y pensó que ellos podrían ser los responsables. Biggie, que según los informes estaba, además de con Puff Dady y Henchman, con el productor Andre Harrell cuando Tupac llegó, se encontraba en un piso superior con su grupo Junior M.A.F.I.A.

## Producción
Para la canción, escrita y grabada en los estudios Can-Am en mayo de 1996, Shakur reclutó a los miembros del antiguo grupo Dramacydal con quienes había colaborado anteriormente y con lo que creó Outlawz. El primer y tercer verso son interpretados por Shakur, mientras que el segundo por Hussein Fatal, el cuarto por Yaki Kadafi y el quinto por E.D.I. Mean. La ferocidad de la voz de Shakur fue completamente auténtica, según dijo el colaborador y productor Johnny J, que también explicó que se alimentó por su ira contra Biggie y Bad Boy Records, pues creía que estaban relacionados con el ataque. Según el productor, usó esta furia «sobrehumana» para atacar a Biggie y otros raperos de la Costa Este. De igual manera, declaró que nunca lo había visto tan molesto y que las palabras que decía de ninguna manera eran un acto, describiendo el proceso de grabación como el más «duro que jamás había hecho».  Aunque quedó satisfecho con su trabajo realizado con Shakur y la canción resultante, continuó diciendo que no tenía ningún deseo de volver a involucrarse en algo de esa magnitud.
A Faith Evans se la descubrió con Shakur después de su ruptura pública con su esposo Biggie, y el periodista Chuck Philips la vio meses antes de ello en Can-Am cuando entrevistó a Shakur. La gente en el estudio le dijo al reportero que Evans contribuyó a la canción con una o más voces de fondo de «Take Money». Según Shakur, ella le había regalado ropa, que él ofreció como prueba de una relación.

## Música y letra

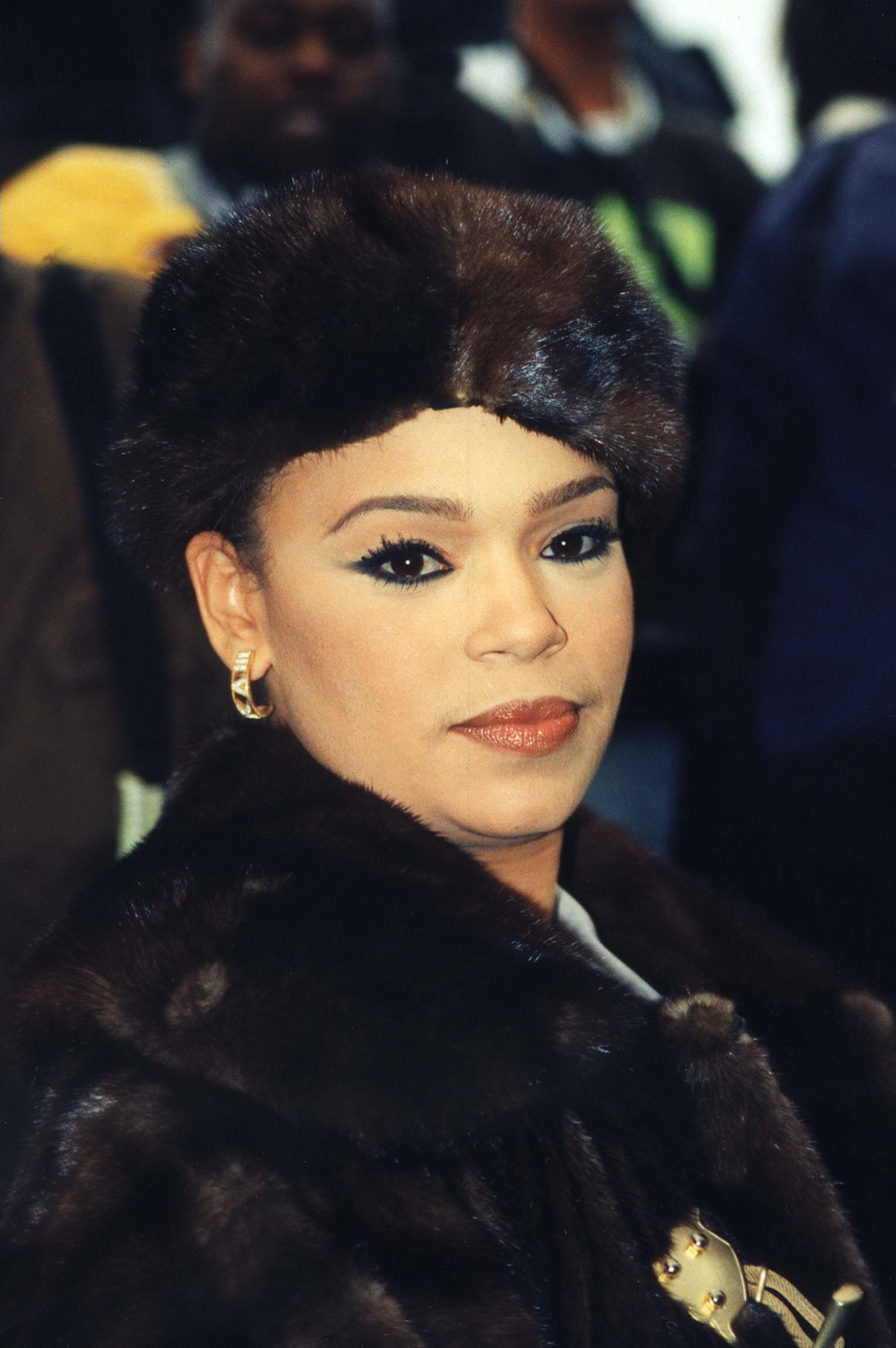
Faith Evans en 1998

La letra de la canción está dirigida principalmente a Biggie y Puff Daddy. Shakur insulta brutalmente a Biggie en todo momento, de forma que comienza con⁠ ⁠«That's why I fucked your bitch, you fat motherfucker» («Por eso me cogí a tu putita, gordo malnacido») y amenaza con represalias en el gancho, «Who shot me? But your punks didn't finish. Now you 'bout to feel the wrath of a menace» («¿Quién me disparó, pero tus punks no terminaron? Ahora estás a punto de sentir la ira de una amenaza»). De igual manera, usó la canción como plataforma para expresar su creencia de que era culpable de robarse su modo de rapear y su estilo de vida, noción que se aborda en el verso «Now it's all about Versace, you copied my style» («Ahora todo se trata de Versace, copiaste mi estilo»). También recuerda partes de su amistad con él «Biggie, remember when I used to let you sleep on the couch?» («Biggie, ¿recuerdas cuando te solía dejar dormir en el sofá?»), al tiempo que hacia el final critica a Mobb Deep y dice «Don't one of you niggas got sickle cell or something?» («¿No tenía uno de vosotros una enfermedad celular o algo así?»), refiriéndose a Prodigy, quien padecía de anemia de células falciformes. La letra presenta la repetición constante de insultos y, de hecho, las palabras «fuck» o «motherfucker» aparecen al menos treinta y cinco veces, por lo que se le emitió una etiqueta Parental Advisory.
Shakur alimentó todavía más los rumores sobre una relación sexual con Evans en la línea «You claim to be a player, but I fucked your wife» («Afirmas ser un jugador, pero me follé a tu esposa»). Además, atacó a otras personas asociadas con Bad Boy Records y con Biggie, como Lil' Kim y Junior M.A.F.I.A., de los que exclamó que tanto sus estilos de vida como lo que rapeaban era fraudulento, ya que creía que solo estaban perpetuando el drama y no entendían la situación en la que se estaban metiendo. Asimismo, insultó a Chino XL por sus comentarios vulgares sobre él en «Riiiot!». En la grabación original también se metía con Jay-Z, pero cambió de idea después de que los miembros de Outlawz lo convencieran de que este no tenía nada que ver con el conflicto entre Death Row y Bad Boy. En cuanto a la instrumental, el rapero empleó el sample de «Get Money» con las palabras «Take money», mientras que para el estribillo usó el ritmo de «Player's Anthem», ambas de Junior M.A.F.I.A. con la colaboración de Biggie. La línea de bajo es una muestra de «Don't Look Any Further», de Dennis Edwards.

## Video musical
Para la grabación del videoclip se utilizó un almacén ubicado en Slauson Avenue, cerca del centro comercial Fox Hills Mall, en Los Ángeles. Se filmó el 3 de junio de 1996 y Look Hear Productions sirvió como productora, a la par que Gobi M. Rahimi y J. Kevin Swain se encargaron de la dirección. En él, Shakur rapea en una habitación blanca con The Outlawz, así como en un cuarto enjaulado de color púrpura y una habitación negra con agujeros de bala, mientras que monitores de televisión en el fondo muestran clips de Shakur, Puff Daddy y Biggie, e incluso partes del video musical de «Made Niggaz». De igual manera, presenta actores que fueron retirados de sus papeles anteriores en «2 of Amerikaz Most Wanted» para hacerse pasar por algunos de los que fueron atacados en «Hit 'Em Up». Esto incluye a Biggie, cuyo intérprete mira fijamente a la cámara y luce una boina Kangol y una chaqueta, intentado imitar su estilo de vestimenta. Durante los momentos en los que Shakur rapea sobre su supuesta aventura con Evans, el imitador de Biggie se agacha cerca de la cámara mientras este le grita en la cara.
Durante el rodaje, Shakur estaba discutiendo con alguien que le dijo «te dispararán», a lo que su guardaespaldas, armado, le respondió que no tenía nada de qué preocuparse. El rapero despidió a un asistente de producción en el set, pues estaba respondiendo su mensáfono y devolviendo sus llamadas personales sin su consentimiento. Por ello, muchas personas que lo llamaban estaban confundidas o enojadas porque un asistente respondía a sus llamadas en vez de él mismo. El ayudante perdió el busca y Shakur lo despidió por esto, además de porque se había vuelto cauteloso con él. El vídeo se incluyó en la edición en formato DVD de Tupac: Live at the House of Blues (2005).

## Repercusión
Después de escuchar «Hit 'Em Up», Biggie continuó proclamando su inocencia en el incidente del tiroteo, al tiempo que comentó que «Who Shot Ya?» había sido escrita antes del suceso, por lo que él no tuvo nada que ver. Con respecto a la letra dirigida a su esposa Evans, expresó su incapacidad para encontrar mérito en lo que Shakur había afirmado. Creía que tenía la intención de atacarlo a través de ella, aunque realmente no estaba seguro de si había ocurrido un encuentro entre ellos o no. Al final, pensó que en caso de ser verdad, no era asunto suyo, y que Shakur no debería haber revelado públicamente tal información. Biggie respondió a este asunto de manera similar a «Hit 'Em Up» en «Brooklyn's Finest», canción en la que dice lo siguiente: «Si Faith Evans tiene gemelos, probablemente tendría dos Pacs. ¿Lo entiendes? ¿Tupac's?». Poco después del lanzamiento de «Hit 'Em Up», Evans se entrevistó con la radio y negó haber estado con Shakur.

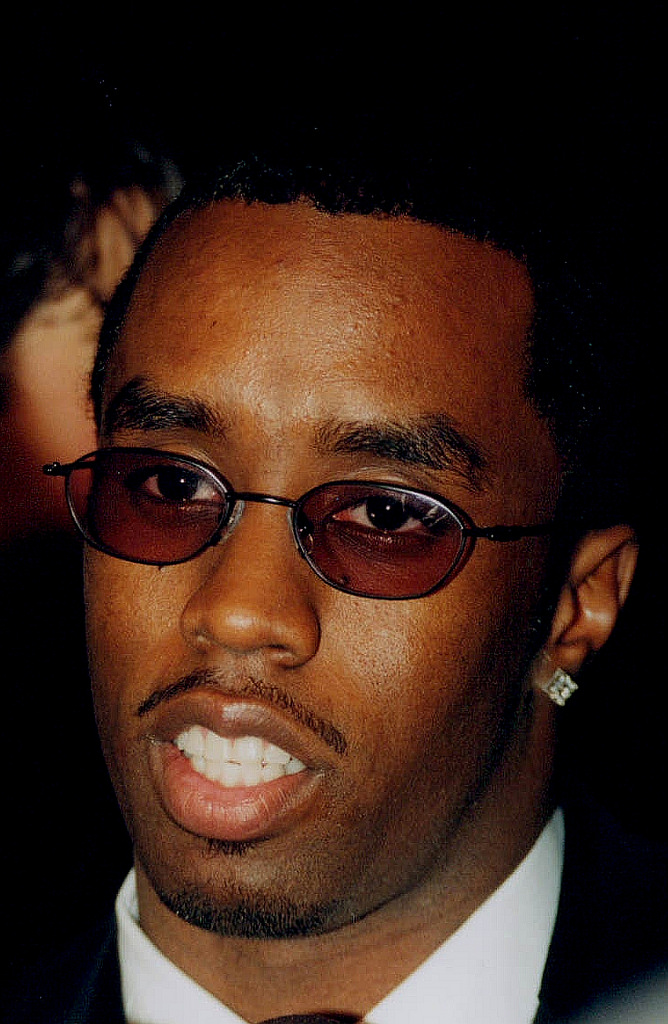
Puff Daddy, quien negó que él y Biggie hubieran participado en el tiroteo.

Puff Daddy tenía problemas para entender la rabia que Shakur había expresado por Biggie en la canción. También respondió reforzando su propia inocencia y la de Biggie con respecto al tiroteo y continuó diciendo que antes del incidente «eran amigos», así como que «nunca habrían hecho nada para lastimarlo». En una entrevista para la revista Vibe sobre las acusaciones de Shakur, Puff Daddy declaró:

«No está enojado con los negros que le dispararon; él sabe dónde están. Sabe quién le disparó. Si le preguntas, él lo sabe, y todos en la calle lo saben, y él no se acerca a ellos, porque sabe que no se saldrá con la suya. Para mí, eso es una verdadera mierda. Enfadarte con todo el mundo, hombre; no uses negros como chivos expiatorios. Dejando a un lado la mierda, Tupac es un tipo agradable y de buen corazón».

Lil' Kim respondió con su canción «Big Momma Thang», dirigida a Evans y Shakur, mientras que Junior M.A.F.I.A. grabó un videoclip para el tema «Get Money», considerado como una ofensa a Shakur. Biggie negó las afirmaciones sobre esto último, con la conclusión de que «es solo un video y nadie tiene tiempo para criticar a nadie», al tiempo que Lil' Cease dijo que Biggie todavía amaba a Shakur, e incluso lo respetaba. El ataque a Mobb Deep se produjo como una contestación a su participación en «L.A., L.A.», de Capone-N-Noreaga, que es una represalia al videoclip de «New York, New York», donde miembros de Tha Dogg Pound y Death Row salen destruyendo edificios de la ciudad neoyorquina. Mobb Deep respondió con «Drop a Gem on 'em», tema lanzado como un sencillo promocional y luego incluido en su álbum Hell on Earth. Líricamente no se nombra específicamente a Shakur, pero sí se alude al tiroteo.
En septiembre de 1996, Shakur y el equipo de Death Row asistieron a un combate de boxeo en Las Vegas, donde el rapero recibió varios disparos que le causaron la muerte. Pronto surgieron discusiones sobre la causa, incluso sobre si «Hit 'Em Up» pudo haber enojado a Biggie lo suficiente como para ordenar que lo mataran. En retrospectiva de los eventos, ha sido calificada como el punto de inflexión en la disputa entre ambos, lo que además ha llevado a que sea considerada como el comienzo de la rivalidad entre la Costa Este y la Costa Oeste, y la pieza central de lo que se convirtió en la batalla más cruenta en la historia del rap, en palabras de Jake Brown. En 2002, el periodista de investigación Chuck Philips informó que Orlando Anderson, de los Crips, apretó el gatillo y Biggie ayudó a pagar el arma. A este último lo asesinaron a tiros seis meses después del fallecimiento de Shakur.

## Recopilaciones
Es una de las canciones más populares del artista , la cual fue relanzada en muchas ocasiones:
- El sencillo original "How Do U Want It" incluye esta canción en el lado-B.
- En el álbum Greatest Hits de 1998, aparece como la canción 12 del primer disco.
- Nu-Mixx Klazzics incluye un remix de la canción.
- Live at the House of Blues incluye la canción, siendo el último concierto de 2Pac. La canción está disponible en DVD y CD. Además de los insultos a Bad Boy en la canción, Tupac criticó públicamente a Biggie en el escenario antes de interpretar la canción, y a Faith Evans, a la que llamó "perra". También amenazó de muerte a Biggie y a Puffy, e insultó a varios raperos de la costa Este, llamándoles farsantes.
- La canción también aparece en Death Row Greatest Hits
- La segunda parte de la canción de Eminem "Quitter" es un remix de "Hit 'Em Up" y un diss track a Everlast.
- Khia uso el ritmo y parte del estribillo en su diss "Hit 'Em Up" a las raperas Trina y Jacki-O.